# Улентуйское сельское поселение
Се́льское поселе́ние «Улентуйское» (бур. Υлэнтын hомон) — муниципальное образование в Закаменском районе Бурятии Российской Федерации.
Административный центр — улус Улентуй.

## История
Статус и границы сельского поселения установлены Законом Республики Бурятия от 31 декабря 2004 года № 985-III «Об установлении границ, образовании и наделении статусом муниципальных образований в Республике Бурятия»

## Население
| 2002 | 2011 | 2012 | 2013 | 2014 | 2015 | 2016 |
| ---- | ---- | ---- | ---- | ---- | ---- | ---- |
| 285  | ↗380 | ↘361 | ↗371 | ↘364 | ↘347 | ↘333 |
| 2017 | 2018 | 2019 | 2020 | 2021 | 2023 | 2024 |
| ↘320 | ↗332 | ↘330 | ↘323 | ↘321 | ↘309 | ↘307 |

## Состав сельского поселения
| № | Населённый пункт | Тип населённого пункта       | Население |
| - | ---------------- | ---------------------------- | --------- |
| 1 | Улентуй          | улус, административный центр | ↘307      |